# Henri Pirenne
Henri Pirenne (Verviers, 1862. december 23. – Uccle, 1935. október 25.) vallon származású belga középkortörténész. Fő művei a francia nyelvű, többkötetes Belgium története, illetve az Az európai gazdaság története. Halála után tanítványai a hátrahagyott vázlatai alapján állították össze a Nagy Károly és Mohamed című kötetet. Belgiumban emellett az első világháború alatti német megszállás elleni erőszakmentes ellenállás egyik hőseként tisztelik.

## Élete
Pirenne Verviers-ben született. A Liège-i Egyetemen tanult, ahol Godefroid Kurth (1847–1916) tanítványa volt. 1886-ban lett professzor a Genti Egyetemen, ahol visszavonulásáig, 1930-ig megtartotta ezt a posztját. 
1891-től a Belga Tudományos Akadémia tagja volt, és 1907-től annak titkári tisztét is betöltötte. Közeli barátságban volt Karl Lamprecht (1856–1915) német történésszel, egészen addig amíg Lamprecht el nem vállalta egy olyan küldetés vezetését, mely a belgákat a németekkel való kollaborálására akarta rávenni.
A németek elleni passzív rezisztenciája miatt civilként hadifogságba került és Németországba internálták (1916–1918). Ott megtanult oroszul, és megírt egy Európa-történetet, minden forrástól és könyvtártól elszigetelve.
1895-ben számos cikkben fejtette ki nézetét az európai városokról, majd fogsága idején alkotta meg a „Pirenne-tézist”, melyet később 1922–23 folyamán publikált. Tézisének alátámasztására egész hátralévő életében bizonyítékokat gyűjtött.

## Történelemfelfogása
Pirenne véleménye szerint az eseménytörténetet a mélyben fekvő, hosszabb időtartam alatt kibontakozó gazdasági, vallási és vallásos folyamatok határozzák meg. Ezzel a felfogásával nagy hatást gyakorolt az Annales-iskolát megalapító Marc Blochra.
Hangsúlyozta az összehasonlító módszer fontosságát, mert ez segít kiküszöbölni a nemzeti történetírások beállításainak torzításait, melyek megfeledkeznek arról, hogy az egyes történeti illetve kulturális vívmányok gyakran nem egy nemzet önálló teljesítményei. 
"Aki saját népe csodálatába merül, elkerülhetetlenül el fogja túlozni annak eredetiségét, és olyan felfedezéseket tulajdonít neki, amelyek valójában máshonnan erednek"
Híres tézise szerint a Római Birodalom bukásának tartott 476-os dátum tulajdonképpen nem jelentett törést a Mediterráneum történetében, mivel a germán törzsek gyorsan romanizálódtak és igyekeztek fenntartani a római intézményeket. Az igazi törést az iszlám megjelenése jelentette, mivel ezzel szétzilálódtak a hagyományos kereskedelmi útvonalak. Ezzel a civilizáció súlypontja északabbra került és az iszlám előrenyomulása olyan ellenakciókat váltott ki, melyek a frank állam megalakulását eredményezték. Így végső soron Mohamed fellépése nélkül nem lehetett volna Nagy Károly, illetve nem alakulhatott volna meg a frank birodalom.
Elképzelése szerint a távolsági kereskedelem miatt alakultak újjá az európai városok a középkorban. Az ókorból fennmaradtak városmagok, melyek a püspöki székhelyeknek, helyenként nemeseknek, illetve a feudális előkelők kiszolgáló-személyzetének adtak otthont. A kereskedelem fejlődésével azonban kereskedelmi lerakatok jöttek létre e városmagok körül. E lerakatok lakossága nem tagolódott be a feudális hierarchiába, és hamarosan autonómiát és önkormányzatot kezdett el követelni, így a harmadik rend gyökereit a távolsági kereskedelemben kell keresni.

## Magyarul
- A középkori gazdaság és társadalom története; tan., jegyz. Katus László, ford. Gyáros Erzsébet; Gondolat, Bp., 1983 ISBN 9632813103